# Jean-Didier Vincent
Pour les articles homonymes, voir Vincent.
Jean-Didier Vincent, né le 7 juin 1935 à Libourne et mort le 4 décembre 2024 à Moret-sur-Loing, est un neurobiologiste et neuropsychiatre français. 
Il est professeur de physiologie à la faculté de médecine de l'université Bordeaux II, puis à celle de l'université Paris-Sud, et a dirigé de 1991 à 2004 l'Institut de neurobiologie Alfred-Fessard du CNRS. Il est membre de l'Académie des sciences à partir du 18 novembre 2003 et de l'Académie de médecine.

## Biographie
Jean-Didier Vincent est le fils unique d'un courtier en vins franc-maçon.
Jean-Didier Vincent étudie à Sainte-Foy-la-Grande (Gironde), dans un collège protestant dont le maître le destine à des études de littérature à l'École normale supérieure, puis au lycée Michel-Montaigne à Bordeaux. Ses parents, courtiers en vins et protestants, ayant connu des revers de fortune, sa mère l'incite à entreprendre plutôt des études de médecine à l'École du service de santé des armées de Bordeaux, pensant que la blouse blanche lui irait bien et lui éviterait les mêmes déboires financiers. Il devient major de Physique, Chimie, Biologie (ancienne filière universitaire préparatoire à la première année de médecine). Interne dans des services de clinique, il rencontre le neuropsychiatre Jacques Faure, qui l'incite à faire des recherches dans ce domaine,.
Jean-Didier Vincent est biologiste des hôpitaux en physiologie et explorations fonctionnelles au CHRU  de Bordeaux (1966-1977), professeur sans chaire (1973-1978) puis professeur de physiologie à la faculté de médecine de Bordeaux (1979-1992). Il dirige l'unité Inserm 176/CNRS « Neurobiologie des comportements » au CHRU de Bordeaux (1978-1990) avant de prendre la direction de l'Institut Alfred-Fessart à Gif-sur-Yvette, de 1992 à 2002.
Il est professeur de physiologie à la faculté de médecine de Paris Sud, praticien hospitalier à l’hôpital du Kremlin-Bicêtre (1992-2006) et professeur à l'Institut universitaire de France, chaire de neuro-endocrinologie de la  faculté de médecine de Paris-Sud, université Paris XI (1994-2004).
En 1988, il signe l'appel à François Mitterrand, mais regrette cet engagement politique depuis.
Il effectue des recherches en neurobiologie aux États-Unis (postdoctorat au Brain Institute de l’université de Californie, à Los Angeles) puis en France (CNRS, INSERM).
Jean-Didier Vincent est président du Conseil national des programmes au ministère de l'Éducation nationale depuis 2002, membre du comité d'éthique des sciences du CNRS (COMETS) et du comité d'éthique et de précaution pour les applications de la recherche agronomique de l'INRA (COMEPRA). Membre du directoire de la Fondation pour l'innovation politique jusqu'au 23 janvier 2009, il préside depuis octobre 2005 l'Association pour l'Université numérique francophone mondiale (UNFM).
Jean-Didier Vincent meurt dans la nuit du 3 au 4 décembre 2024 à Paris à l'âge de 89 ans.

### Vie privée
Jean-Didier Vincent a cinq enfants, de deux mariages[réf. souhaitée].

## Prix et distinctions
- 1981 : prix La Caze de l'académie des Sciences
- 1991 : prix Blaise-Pascal
- 1996 : prix médecine et culture de l'Institut des sciences de la santé
- 1998 : médaille d'or de l'université de Prague
- 1999 : docteur honoris causa de l'université libre de Bruxelles
- 2010 : président d'honneur de la Société historique et archéologique de Libourne

## Décorations
- Officier de la Légion d'honneur[9]
- Commandeur de l'ordre des Palmes académiques
- Chevalier de l'ordre du Mérite agricole

## Apports scientifiques
Jean-Didier Vincent a grandement contribué au développement de la neuroendocrinologie qui comprend l'étude des interactions entre hormones et système nerveux, le cerveau étant considéré également comme une glande endocrine. Il a une vision beaucoup plus pessimiste que son confrère Boris Cyrulnik quant à ce qui prédétermine les comportements humains et croit au primat du biologique sur la raison, déclarant en 2013 dans le film La Possibilité d'être humain : « L'homme est libre, oui, mais en liberté surveillée ».
Il a publié de nombreux ouvrages à thèse biologisante, Biologie des passions, La Chair et le diable. Dans Biologie des passions, il défend une dynamique avant tout sexuelle de l'amour (Éros). Il énumère les pratiques sexuelles omniprésentes dans la nature (même les plus « déviantes »), et suggère que la notion de propriété de la femme est née pendant la sédentarisation de l'ère néolithique. Il détaille également la complexité des systèmes sexuels qui sont souvent conçus pour cadrer les règles de reproduction de chaque espèce. 
Dans son ouvrage Bienvenue en Transhumanie, il porte un œil sceptique sur le transhumanisme, dénonçant un manque de morale pourtant nécessaire autour de cette transformation radicale du génome. Il craint également une déconnexion entre reproduction et sexualité, et de fait que la sexualité se virtualise en stimulant directement les parties du cerveau concernées.

## Autres fonctions
- Membre de l'American Academy of Arts and Sciences
- Membre de l'Academia Europaea
- Membre de l'Académie Royale de Belgique (classe science)
- Membre honoraire de l'Académie royale de médecine de Belgique
- Membre (2003) de l'Académie des sciences[13] (correspondant en 1999)
- Membre de l'Académie nationale de médecine[14]

## Prises de position et polémiques

### Sur la trisomie 21
Le 5 octobre 2012, au cours de l’émission La Tête au carré, diffusée sur France Inter, était évoqué un nouveau test susceptible de diagnostiquer la trisomie 21 en tout début de grossesse. Jean-Didier Vincent a défendu ce diagnostic prénatal, alléguant que « les trisomiques sont un poison dans une famille ».
Au cours de l'émission, Jean-Didier Vincent est revenu sur ce propos, jugé « violent » par l'animateur Mathieu Vidard, et l'a retiré, en le qualifiant de « terme malheureux » mais sans toutefois s'excuser. Éléonore Laloux, jeune femme trisomique et porte-parole du collectif les Amis d'Éléonore, a répondu au biologiste en 2013 dans une vidéo,, puis à nouveau, en mars 2014, dans un livre autobiographique, Triso et alors !, co-écrit avec le journaliste Yann Barte.

### Sur les OGM
Auparavant, au cours de la même émission, qui traitait des essais OGM en agriculture, Jean-Didier Vincent a défendu la firme Monsanto et a notamment déclaré : « Il faut utiliser les OGM », « ça a rendu de grands services à l'agriculture ».

### Affaire judiciaire sur Jean-Marie Le Pen
Le 12 février 2008, lors de l'émission télévisée Ce soir ou jamais, il déclare au sujet de Jean-Marie Le Pen : « On le connaissait comme le loup blanc, c’était un salopard », et ajoute : « il a commis probablement des crimes, mais je ne peux pas le dire sur les antennes ». Le 28 mai 2009, la Cour d'appel de Paris l'a jugé coupable d’injure (pour la première phrase) et de diffamation (pour la seconde), et l'a condamné à une amende de 1 500 euros avec sursis et à 4 000 euros de dommages et intérêts.

## Ouvrages
Jean-Didier Vincent a écrit plusieurs ouvrages, dont le plus célèbre est La Biologie des passions ainsi que Élisée Reclus, géographe, anarchiste, écologiste qui a reçu le prix Femina essai 2010.
- La Biologie des passions, éditions Odile Jacob, 1986 et coll. Opus 1994
- Casanova, la contagion du plaisir, éditions Odile Jacob, 1990, (prix Blaise-Pascal)
- Celui qui parlait presque, éditions Odile Jacob, 1993
- La Chair et le Diable, éditions Odile Jacob, 1996
- L'Art de parler la bouche pleine, Éditions de la Presqu'Île, 1997
- La vie est une fable, éditions Odile Jacob, 1998
- Qu'est-ce que l'homme ?, éditions Odile Jacob, 2000
- Faust : une histoire naturelle, éditions Odile Jacob, 2000
- La Dispute sur le vivant, éditions Desclée de Brouwer, 2000
- Pour une nouvelle physiologie du goût, avec Jean-Marie Amat, éditions Odile Jacob,2000
- Le Cœur des autres - Biologie de la compassion, éditions Plon, 2003
- Voyage extraordinaire au centre du cerveau, éditions Odile Jacob, 2007
- Élisée Reclus géographe, anarchiste, écologiste, éditions Robert Laffont, 2010 (prix Femina essai)
- Le Sexe expliqué à ma fille, éditions du Seuil, 2010
- Bienvenue en Transhumanie, avec Geneviève Ferone, éditions Grasset, 2011
- Le Cerveau sur mesure, avec Pierre-Marie Lledo, éditions Odile Jacob, 2012
- Biologie du couple, éditions Robert Laffont, 2015
- Le cerveau expliqué à mon petit-fils, éditions du Seuil, 2016